# Коктобе (Сузацький район)
Коктобе́ (каз. Көктөбе) — село у складі Сузацького району Туркестанської області Казахстану. Входить до складу Сузацького сільського округу.
Населення — 761 особа (2021; 606 у 2009, 717 у 1999, 922 у 1989).